# Перлі (Міннесота)
Перлі (англ. Perley) — місто (англ. city) в США, в окрузі Норман штату Міннесота. Населення — 113 особи (2020).

## Географія
Перлі розташоване за координатами 47°10′34″ пн. ш. 96°48′6″ зх. д. / 47.17611° пн. ш. 96.80167° зх. д. (47.176189, -96.801723).  За даними Бюро перепису населення США в 2010 році місто мало площу 0,61 км², уся площа — суходіл.

## Демографія
Згідно з переписом 2010 року, у місті мешкали 92 особи в 48 домогосподарствах у складі 28 родин. Густота населення становила 150 осіб/км².  Було 53 помешкання (86/км²).
Расовий склад населення:
| - 93,5 % — білих - 1,1 % — корінних американців - 3,3 % — осіб інших рас |

До двох чи більше рас належало 2,2 %. Частка іспаномовних становила 7,6 % від усіх жителів.
За віковим діапазоном населення розподілялося таким чином: 15,2 % — особи молодші 18 років, 66,3 % — особи у віці 18—64 років, 18,5 % — особи у віці 65 років та старші. Медіана віку мешканця становила 48,0 року. На 100 осіб жіночої статі у місті припадало 109,1 чоловіків;  на 100 жінок у віці від 18 років та старших — 105,3 чоловіків також старших 18 років.
Середній дохід на одне домашнє господарство  становив 60 506 доларів США (медіана — 65 000), а середній дохід на одну сім'ю — 56 535 доларів (медіана — 62 500). 
Цивільне працевлаштоване населення становило 61 осіб. Основні галузі зайнятості: освіта, охорона здоров'я та соціальна допомога — 27,9 %, роздрібна торгівля — 18,0 %, будівництво — 16,4 %.